# كنيسة القديس إغناطيوس (بوينس آيريس)
كنيسة القديس إغناطيوس ((بالإسبانية: Iglesia de San Ignacio)‏) هي كنيسة رومانية كاثوليكية تقع في المربع المضييء في حي مونتسيرات في بوينس آيريس. المبنى الأول الذي بُني من الطوب اللبن، تم بناؤه من قبل مجتمع اليسوعيين في 1675، وتم بناء البرج الجنوبي والواجهة الحالية في 1686، وبدأ البناء في بقية الكنيسة عام 1712. تم الانتهاء من الكنيسة الحالية عام 1722 وكُرست في 1734.
القديس اغناطيوس هي أقدم كنيسة محفوظة في بوينس آيرس، وتم أعلنها نصب تاريخي وطني في عام 1942. في 16 يونيو 1955 أثناء الحملة الحكومية ضد الكنيسة وبعد فشل الثورة ضد حكومة خوان دومينغو بيرون، أحرقت عصابات البيروني معظم الكنائس من بوينس آيرس، بما في ذلك سانت إغناتيوس.

## وصلات خارجية
- سان إغناسيو دي لويولا (بالإسبانية)